# ETTU Champions League
Die ETTU Champions League im Tischtennis – ETTU = European Table Tennis Union – ist die höchste europäische Spielklasse für Vereinsmannschaften.

## Herren

### Einführung
Die Champions League ist die Nachfolgeveranstaltung des Europapokals der Landesmeister (ECCC – European Club Cup of Champions), der von 1960 bis 2001 stattfand. Die Einführung wurde vom ETTU-Kongress 1998 während der Europameisterschaft in Eindhoven beschlossen. Als Name wurde zunächst European Club League (ECL) gewählt, ein paar Monate später änderte die ETTU den Namen in European Champions League.
Acht Mannschaften wurden auf zwei Vierergruppen aufgeteilt. Hier spielten sie im Ligasystem (Modus „Jeder gegen Jeden“) ein Hin- und Rückspiel aus. Die Gruppensieger waren für das Endspiel qualifiziert, das im Modus Best-of-three ausgetragen wurde. Ein Mannschaftskampf wurde im Modifizierten Swaythling-Cup-System durchgeführt, wodurch maximal sieben Spiele zustande kommen.
Der Wettbewerb wurde bei den Herren erstmals in der Saison 1998/1999 ausgespielt. In dieser ersten Saison konnten sich die Vereine – im Normalfall maximal zwei pro Nation – bei der ETTU um die Teilnahme bewerben. Eine Ausnahme gab es in der ersten Saison für Deutschland, als die ETTU neben den Vereinen Borussia Düsseldorf und TTF Liebherr Ochsenhausen noch den Sieger des ETTU-Cups, TTC Zugbrücke Grenzau, zuließ. Am Ende der ersten Saison musste die am schlechtesten platzierte dieser drei Mannschaften absteigen, dies war Grenzau. In den folgenden Spielzeiten waren die Teilnehmer des Endspiels direkt teilnahmeberechtigt, die restlichen Mannschaften mussten sich über den bis 2000/01 ausgetragenen Europapokal der Landesmeister qualifizieren. Die Teilnehmer des Endspiels des Europapokals waren aufstiegsberechtigt, die letzten der beiden Vierergruppen stiegen ab.
Um die Spielzeit eines Matches zu verkürzen, wurde 1999 auf das WM-System umgestellt, wodurch höchstens fünf Spiele zustande kommen. Im Jahr 2000 wurde der Wettbewerb auf zehn Mannschaften erweitert, die in zwei Fünfergruppen antraten.

### Änderungen 2005/06
Ab der Saison 2005/06 wurde die Champions League auf insgesamt bis zu 16 Mannschaften aufgestockt, die auf vier Vierergruppen verteilt werden. Pro Verband dürfen maximal vier Vereine aus der obersten nationalen Liga teilnehmen. Alle Teilnehmer des Halbfinales sind für die nächste Spielserie qualifiziert, sofern sie nicht aus der höchsten nationalen Spielklasse absteigen. Herangezogen für die Qualifikation wurde auch die Summe der Weltranglistenpunkte der Spieler eines Klubs.
Dieses Qualifikationssystem führte zu der Situation, dass 2005 der deutsche Meister Müller Würzburger Hofbräu nicht startberechtigt war, was zu Unverständnis auch bei Sponsoren führte. Daher wurden die Qualifikationsbestimmungen später geändert: Falls alle vier Vereine eines Verbandes ins Halbfinale gelangen und ein fünfter Verein dieses Verbandes nationaler Meister wird, dann scheidet der Verein aus, der in der nationalen Meisterschaft am schlechtesten platziert ist.

## Damen
Für die Damen wurde die Champions League 2005/06 eingeführt. Sie löste den seit 1963 ausgespielten Europapokal der Landesmeister nahtlos ab. Da aus finanziellen Gründen für die Saison 2010/11 weniger als sechs Teams teilnehmen wollten, wurde der Wettbewerb für Damen abgesagt.
In der Saison 2023/24 tritt keine deutsche Damenmannschaft an, weil eine Teilnahme als finanziell und organisatorisch als unattraktiv eingeschätzt wird.

## Sieger

### Herren Finale
| Jahr      | Sieger                                                   | Finalgegner                                                       | Resultate                                                         |
| --------- | -------------------------------------------------------- | ----------------------------------------------------------------- | ----------------------------------------------------------------- |
| 1998/99   | Caen Tennis de Table Club                                | Borussia Düsseldorf                                               | 3:4; 4:3 (20:18 Sätze)                                            |
| 1999/2000 | Borussia Düsseldorf                                      | SVS Niederösterreich                                              | 3:0; 3:0                                                          |
| 2000/01   | La Villette Charleroi                                    | SVS Niederösterreich                                              | 3:0; 3:2                                                          |
| 2001/02   | La Villette Charleroi                                    | SVS Niederösterreich                                              | 3:2; 3:1                                                          |
| 2002/03   | La Villette Charleroi                                    | TTC Zugbrücke Grenzau                                             | 3:1; 3:2                                                          |
| 2003/04   | La Villette Charleroi                                    | TTC Zugbrücke Grenzau                                             | 3:1; 3:1                                                          |
| 2004/05   | TTV Gönnern                                              | La Villette Charleroi                                             | 1:3; 3:1 (18:13 Sätze)                                            |
| 2005/06   | TTV Gönnern                                              | La Villette Charleroi                                             | 2:3; 3:1                                                          |
| 2006/07   | Royal Villette Charleroi                                 | SVS Niederösterreich                                              | 3:1; 3:2                                                          |
| 2007/08   | SVS Niederösterreich                                     | Royal Villette Charleroi                                          | 3:0; 3:2                                                          |
| 2008/09   | Borussia Düsseldorf                                      | TTF Liebherr Ochsenhausen                                         | 2:3; 3:0                                                          |
| 2009/10   | Borussia Düsseldorf                                      | Royal Villette Charleroi                                          | 3:0; 1:3                                                          |
| 2010/11   | Borussia Düsseldorf                                      | Gazprom Fakel Orenburg                                            | 3:0; 1:3                                                          |
| 2011/12   | Gazprom Fakel Orenburg                                   | UMMC Verkhnaya Pyshma                                             | 3:0; 3:2                                                          |
| 2012/13   | Gazprom Fakel Orenburg                                   | Chartres ASTT                                                     | 3:1; 1:3 (16:16 Sätze, 316:312 Punkte)                            |
| 2013/14   | AS Pontoise-Cergy TT                                     | Gazprom Fakel Orenburg                                            | 3:1; 1:3 (18:16 Sätze)                                            |
| 2014/15   | Gazprom Fakel Orenburg                                   | Borussia Düsseldorf                                               | 1:3; 3:0                                                          |
| 2015/16   | AS Pontoise-Cergy TT                                     | Eslövs AI                                                         | 1:3; 3:1 (15:14 Sätze)                                            |
| 2016/17   | Gazprom Fakel Orenburg                                   | Borussia Düsseldorf                                               | 3:0; 3:2                                                          |
| 2017/18   | Borussia Düsseldorf                                      | Gazprom Fakel Orenburg                                            | 3:2; 3:1                                                          |
| 2018/19   | Gazprom Fakel Orenburg                                   | KNT UGMK                                                          | 3:2; 3:2                                                          |
| 2019/20   | Wettbewerb wegen COVID-19-Pandemie vorzeitig abgebrochen | Wettbewerb wegen COVID-19-Pandemie vorzeitig abgebrochen          | Wettbewerb wegen COVID-19-Pandemie vorzeitig abgebrochen          |
| 2020/21   | Borussia Düsseldorf                                      | 1. FC Saarbrücken-Tischtennis                                     | 3:1                                                               |
| 2021/22   | Borussia Düsseldorf                                      | Wettbewerb wegen des Ukraine-Kriegs nicht vollständig ausgetragen | Wettbewerb wegen des Ukraine-Kriegs nicht vollständig ausgetragen |
| 2022/23   | 1. FC Saarbrücken-Tischtennis                            | Borussia Düsseldorf                                               | 2:3; 3:2; 2:1 (Golden Match)                                      |
| 2023/24   | 1. FC Saarbrücken-Tischtennis                            | Borussia Düsseldorf                                               | 3:2                                                               |
| 2024/25   | 1. FC Saarbrücken-Tischtennis                            | Borussia Düsseldorf                                               | 3:1                                                               |

### Damen Finale
| Jahr    | Sieger                                                   | Finalgegner                                              | Resultate                                                |
| ------- | -------------------------------------------------------- | -------------------------------------------------------- | -------------------------------------------------------- |
| 2005/06 | Sterilgarda TT Castel Goffredo                           | Müllermilch Langweid                                     | 3:2; 3:2                                                 |
| 2006/07 | Sterilgarda TT Castel Goffredo                           | Li-Ning/MF Services Heerlen                              | 3:2; 3:2                                                 |
| 2007/08 | Li-Ning/MF Services Heerlen                              | FSV Kroppach                                             | 3:1; ausgefallen                                         |
| 2008/09 | Linz AG Froschberg                                       | FSV Kroppach                                             | 2:3; 3:1                                                 |
| 2009/10 | Li-Ning/Infinity Heerlen                                 | Linz AG Froschberg                                       | 3:1; 3:0                                                 |
| 2010/11 | ausgefallen                                              | ausgefallen                                              | ausgefallen                                              |
| 2011/12 | ttc berlin eastside                                      | SVS Ströck                                               | 3:2; 2:3                                                 |
| 2012/13 | Linz AG Froschberg                                       | Budaörsi SC                                              | 3:1; 3:2                                                 |
| 2013/14 | ttc berlin eastside                                      | Fenerbahçe SK                                            | 3:2; 3:0                                                 |
| 2014/15 | Fenerbahçe SK                                            | Linz AG Froschberg                                       | 3:2; 3:1                                                 |
| 2015/16 | ttc berlin eastside                                      | KTS Tarnobrzeg                                           | 3:2; 3:0                                                 |
| 2016/17 | ttc berlin eastside                                      | KTS Tarnobrzeg                                           | 2:3; 3:1                                                 |
| 2017/18 | Dr. Časl Zagreb                                          | Bursa BB                                                 | 3:2; 3:0                                                 |
| 2018/19 | KTS Tarnobrzeg                                           | Dr. Časl Zagreb                                          | 3:2; 3:2                                                 |
| 2019/20 | Wettbewerb wegen COVID-19-Pandemie vorzeitig abgebrochen | Wettbewerb wegen COVID-19-Pandemie vorzeitig abgebrochen | Wettbewerb wegen COVID-19-Pandemie vorzeitig abgebrochen |
| 2020/21 | ttc berlin eastside                                      | Linz AG Froschberg                                       | 3:2                                                      |
| 2021/22 | KTS Tarnobrzeg                                           | ttc berlin eastside                                      | 3:2; 3:2                                                 |
| 2022/23 | KTS Tarnobrzeg                                           | Metz TT                                                  | 3:0; 3:0                                                 |
| 2023/24 | KTS Tarnobrzeg                                           | Etival ASRTT                                             | 3:2; 3:1                                                 |
| 2024/25 | ttc berlin eastside                                      | Metz TT                                                  | 2:3; 3:1                                                 |

## Wissenswertes
In der Saison 2020/21 in der Vorrundenpartie SPG Walter Wels gegen Roskilde Bordtennis musste Wels mit der zweiten Mannschaft antreten, da die erste Mannschaft wegen eines Coronafalls in Quarantäne war. Hierbei kamen mit Julian Rzihauschek und Petr Hodina zwei Zwölfjährige zum Einsatz. Rzihauschek gewann gegen den Portugiesen Antoine Doywn mit 3:2. Bislang (2021) ist Rzihauschek der jüngste Spieler, der in der Champions League teilnahm.